# 고가와촌 (고치현)
고가와촌(일본어: 小川村)은 일본 고치현 아가와군에 설치되었던 촌이다. 현재의 이노정에 해당한다.

## 참고 문헌
- 角川日本地名大辞典編纂委員会,『角川日本地名大辞典 39 高知県』1983, 角川書店